# Abdelmalek Khouni
Abdelmalek Khouni (en arabe : عبد الـمالك خوني) est un footballeur international algérien né le 23 décembre 1969 à Aïn M'lila dans la wilaya d'Oum El Bouaghi. Il évoluait au poste de milieu de terrain.

## Biographie

### En club
Abdelmalek Khouni évoluait en première division algérienne avec son club formateur l'AS Aïn M'lila, puis à l'USM Alger et enfin au CS Constantine.

### En équipe nationale
Abdelmalek Khouni reçoit deux sélections en équipe d'Algérie.

## Palmarès
| USM Alger - Championnat d'Algérie (1) : - Champion : 1995-96. - Coupe d'Algérie (1) : - Vainqueur : 1996-97. |  | AS Aïn M'lila - Coupe d'Algérie : - Finaliste : 1993-94. |